# 單臀異齒䲁
單臀異齒䲁（學名：Ecsenius monoculus），又稱單臀無鬚䲁，為輻鰭魚綱鳚形目䲁科異齒䲁屬的一種，分布於西太平洋菲律賓極印尼海域，深度0至7公尺，本魚體延長，稍側扁，似圓柱狀；頭鈍短。前鼻孔具一鼻鬚；無眼上鬚及頸鬚，後犬齒，兩側各一個，側線無垂直孔對，背鰭硬棘11-12枚、背鰭軟條12-14枚、臀鰭硬棘2枚、臀鰭軟條14-16枚，體長可達5公分，棲息在水淺臨海礁石區，單獨或成小群活動，以藻類為食，雌魚產附著性卵，雄魚有護卵行為，幼魚為浮游性，生活習性不明。